# Elaeocarpus verruculosus
Elaeocarpus verruculosus är en tvåhjärtbladig växtart som beskrevs av A.Dc.. Elaeocarpus verruculosus ingår i släktet Elaeocarpus och familjen Elaeocarpaceae. Inga underarter finns listade i Catalogue of Life.